# Syd Mead
Sydney Jay Mead, més conegut com a Syd Mead, (Saint Paul, 18 de juliol de 1933 – Pasadena, 30 de desembre de 2019) fou un dissenyador industrial estatunidenc, conegut principalment pel seu disseny de vehicles per a pel·lícules de ciència-ficció com Blade Runner, Aliens i Tron.

## Carrera
- 1959: treballa per a la Ford Motor Company a Dearborn, Michigan
- 1970: inicia la seva pròpia companyia: Syd Mead, Inc.
- 1976: publica el llibre de dissenys Sentinel published.
- 1978: pel·lícula Star Trek: La pel·lícula (disseny de V'ger)
- 1980: pel·lícules Blade Runner (disseny de la ciutat i vehicles) i Tron (moto de llum, tanc, nau solar i cargueros).
- 1983: pel·lícula 2010 (disseny de la nau Leonov).
- 1985: pel·lícula Aliens (disseny de la nau Sulaco) i Curtcircuit (disseny del robot "Johnny 5"). Book Oblagon published.
- 1987: Yamato 2520 (Disseny de les naus, caces de combat i robes per a la sèrie d'animació japonesa)
- 1991: publica el llibre de dissenys Kronolog (compilació de Kronovecta, Kronoteco, i Kronovid).
- 1991: videojoc Syd Mead's Terraforming (Disseny de fons i naus)
- 1993: videojoc CyberRace (disseny de vehicles)
- 1994: pel·lícules Timecop (diseñode pistoles i màquina del temps) i Dies Estranys (base "sim-stim" i headgear)
- 1997: videojoc Wing Commander: Prophecy (dissenys conceptuals)
- 1998: pel·lícula d'animació Turn A Gundam (dissenys de robots)
- 2000: pel·lícula Mission to Mars (disseny de vehicle)
- 2001: publica Sentury
- 2005: pel·lícula Mission: Impossible III (Disseny de la màquina de màscares)